# 安吉丽娜·丹妮洛娃
安吉丽娜·谢尔盖耶夫娜·丹妮洛娃（俄語：Ангелина Сергеевна Данилова，1996年12月28日—）是棱镜娱乐（The Prizm Entertainment）旗下的俄罗斯歌手，模特和女演员。 2020年1月17日，她以数字单曲《As You Are》出道。她因其推动韩国走向世界的工作而获得2018年韩国形象交流花石奖。

## 传记

### 早期生活
安吉丽娜出生在俄罗斯的圣彼得堡，她曾在圣彼得堡国立工业技术与设计大学学习室内设计。 

### 事业
2015年，一名韩国用户将安吉丽娜2014年的照片转发到一个韩国社区，标题为“想嫁给韩国男人的俄罗斯模特”，此举引起轰动。这个帖子很快在韩国所有的媒体平台上传播开来。
2016年，调色板媒体(Palette Media)通过她的Instagram发掘了她，并邀请她去韩国拍摄真人秀《巴别250》(Babel 250)。在这部真人秀中，安吉丽娜与来自世界各地的其他六名演员李己雨、Tanon、Nicolas、Michelle、Matheus、陈琳一起生活，试图在打破文化和语言障碍的同时建立友谊。
自从她在节目中露面以来，安吉丽娜在韩国媒体上获得了成功，并在3年的时间里出现在10多项电视节目中，甚至在电影新旧故事（New Old Story）中扮演了灰姑娘这个角色。 
她成为4:33创意实验室开发的手机游戏《五国传说》的代言人 ，同时和少女时代的泰妍一起是化妆品品牌Banila Co.的主要模特。安吉丽娜在社交媒体上推广韩国文化的影响力的事情并没有被人们忽视。她发布的数百张有关韩国生活，文化和饮食的照片吸引到60万粉丝关注，其中许多不是韩国人。
致力于在海外推广韩国文化的非盈利性组织韩国形象交流研究院（CICI, Corea Image Communication Institute），因其推动韩国走向世界的工作而将安吉丽娜选为2018年韩国形象交流花石奖的获得者。同期的获奖者还包括韩国食品和媒体集团希杰CJ集团董事长孙京植（Joachim Son-Forget），以及法国国民议会首位韩国出生的议员孙-弗尔热（Joachim Son-Forget ）。

### 个人生活
安吉丽娜对韩国文化的兴趣始于观看来自youtube博主finebros的名为“ YouTubers对K-pop的反应”的影片。
她将影片上传到自己的youtube频道，影片內容通常是关于她的vlog，化妆教程和歌曲封面。 
她说自己的爱好包括：跳舞，唱歌，玩夏威夷四弦琴，听音乐，时尚，旅行，骑马，滑雪板，放风筝，绘画和拍电影。 她的艺术志向之一是音乐创作。

## 争议
2018年，安吉丽娜离开了调色板傳媒，加入了她现在的经纪公司棱镜娱乐。 调色板傳媒指控她欺诈，并向首尔高级检察官办公室提起对安吉丽娜的诉讼，指控她未能履行合同义务，并在没有得到调色板傳媒同意的情况下，与另一家代理公司棱镜娱乐签订了经纪合同。 调色板傳媒声称，该公司与安吉丽娜签订了一份为期三年(2016-2019年)的專屬契約。几年前，安吉丽娜在社交媒体上一举成名，成为“最热门的韩国流行乐迷”。Palette Media 声称，她参加了盈利性质的宣传活动，并在未经该机构许可的情况下多次获得商业赞助。另外，该机构表示已经就安吉丽娜从事的“非法商业活动”对她提起损害赔偿诉讼

## 出版作品

### 广播
| 电视台            | 节目                         | 角色                    | 播出时间                     | 备注    |
| ----------------- | ---------------------------- | ----------------------- | ---------------------------- | ------- |
| Tvn               | 《巴别250》                  | 固定角色                | 2016年7月11日至2016年9月27日 |         |
| Mnet              | 《篮球是爱MIXTAPE》          | 嘉宾                    | 2016年12月30日               |         |
| Kbs1              | 《邻居查尔斯》               | 客串                    | 2017年3月21日                |         |
| SBS Plus          | 美容综艺《STARGRAM 第二季》  | 特别嘉宾                | 2017年4月18日                |         |
| Umax              | 《现实中的MAXIM模特》        | 表演演员                | 2017年4月30日                |         |
| Television comedy | 《初来乍到》                 | 客串                    | 2017年6月1日                 |         |
| TRENDY            | 《女孩日记-单身白皮书》      | 固定角色                | 2017年6月30日至2017年9月15日 |         |
| Television comedy | 《初来乍到》                 | 客串                    | 2017年7月13日                |         |
| Kbs1              | 《快乐地图》                 | 表演演员                | 2017年9月30日                | 耶青    |
| Kbs1              | 《快乐地图》                 | 表演演员                | 2017年10月21日               | Enhance |
| Kbs1              | 《快乐地图》                 | 表演演员                | 2017年11月4日                | 哈东    |
| Kbs1              | 《快乐地图》                 | 表演演员                | 2017年11月18日               | 江陵    |
| Kbs1              | 《快乐地图》                 | 表演演员                | 2017年12月2日                | 丽水    |
| SBS Plus          | 《我的房间指南》             | 特别出演(日常翻译员)    | 2017年12月6日                |         |
| Kbs1              | 《快乐地图》                 | 表演演员                | 2017年12月9日                | 眞道    |
| MBC every1        | 《大韩外国人》               | 固定出演 2018年10月17日 |                              |         |
| JTBC4             | 《入住请敲门》               | 固定出演 2018年10月17日 | 2019年1月16日至2019年2月6日  |         |
| Kbs2              | 《歡樂在一起》(脱口秀)第四季 | 客串                    | 2019年3月28日                |         |
| Kbs2              | 《歡樂在一起》(脱口秀)第四季 | 客串                    | 2019年4月4日                 |         |
| Kbs2              | 《大國民脫口秀-你好》        | 客串                    | 2019年4月29日                |         |
| Jtbc              | 《独族App》                  | 客串                    | 2019年8月31日至2019年9月7日  |         |
| Jtbc              | 《77亿的爱情》               | 嘉宾                    | 2020年2月10日                |         |
| Kbs2              | 《歡樂在一起》(脱口秀)第四季 | 客串                    | 2020年2月27日                |         |

### 无线电广播
| 电视台       | 节目            | 角色     | 播出时间                     | 备注 |
| ------------ | --------------- | -------- | ---------------------------- | ---- |
| SBS Power FM | 《裴成宰的TEN》 | 特别出演 | 2019年1月19日                |      |
| SBS Power FM | 《裴成宰的TEN》 | 固定客串 | 2019年2月15日至2019年3月22日 |      |
| SBS Power FM | 《裴成宰的TEN》 | 客串     | 2019年12月10日               |      |

### 戏剧
| 时间   | 电视台 | 节目       | 角色     | 备注 |
| ------ | ------ | ---------- | -------- | ---- |
| 2017年 | Kbs1   | 闪耀的恩秀 | 健身顾客 | 加演 |

### 电影
| 时间   | 节目     | 角色   | 备注 |
| ------ | -------- | ------ | ---- |
| 2018年 | 新旧故事 | 灰姑娘 |      |

### 音乐视频
| 时间   | 歌手                | 节目                                 |
| ------ | ------------------- | ------------------------------------ |
| 2016年 | Hanhae              | “眼霜”(特别出演 郑恩智）(2016)       |
| 2017年 | 艾迪 · 金           | 心动                                 |
| 2019年 | Swings & Kim Yo-han | “Usain Bolt”(特别出演 B Young)(2019) |

### 数字单曲
| 顺序 | 记录资料                                                          | 跟踪列表                                                                 |
| ---- | ----------------------------------------------------------------- | ------------------------------------------------------------------------ |
| 1    | “你现在的样子” - 上映日期: 2020年1月17日 - 厂牌: Kakao_M\|Kakao M | 1. 你现在的样子 2. 你现在的样子 (英语版本) 3. 你现在的样子 （instagram） |

### 代表作
| 时间   | 歌手   | 歌名   |
| ------ | ------ | ------ |
| 2019年 | 张水院 | 对不起 |

## 奖项和荣誉

### 模特
- 天空模特经纪公司专业模特
- 2017首尔时装周时装秀模特[14]

### 演员
| 时间   | 奖项                   | 类型               | 参考链接 |
| ------ | ---------------------- | ------------------ | -------- |
| 2018年 | 2018韩国形象奖颁奖典礼 | 韩国形象交流花石奖 | [ 15 ]   |